# Liste des circonscriptions électorales du Humberside
L' Humberside est divisée en
10 Circonscription électorale
– 4 Borough constituencies
et 6 County constituencies.

## Circonscription
- † Conservateur
- ‡ Labour
- ¤ Liberal Democrat

| Circonscription                       | Électeur | Majorité | Member of Parliament | Member of Parliament | Opposition | Opposition      | Map |
| ------------------------------------- | -------- | -------- | -------------------- | -------------------- | ---------- | --------------- | --- |
| Beverley and Holderness CC            | 80,805   | 12,203   |                      | Graham Stuart        |            | Margaret Pinder |     |
| Brigg and Goole CC                    | 68,488   | 11,176   |                      | Andrew Percy         |            | Jacky Crawford  |     |
| Cleethorpes CC                        | 71,008   | 7,893    |                      | Martin Vickers       |            | Peter Keith     |     |
| East Yorkshire CC                     | 81,023   | 14,933   |                      | Greg Knight          |            | Kevin Hickson   |     |
| Great Grimsby BC                      | 59,200   | 4,540    |                      | Melanie Onn          |            | Marc Jones      |     |
| Haltemprice and Howden CC             | 71,195   | 16,195   |                      | David Davis          |            | Edward Hart     |     |
| Kingston upon Hull East BC            | 65,710   | 10,319   |                      | Karl Turner          |            | Richard Barrett |     |
| Kingston upon Hull North BC           | 64,148   | 12,899   |                      | Diana Johnson        |            | Sergi Singh     |     |
| Kingston upon Hull West and Hessle BC | 59,100   | 9,333    |                      | Alan Johnson         |            | Paul Salvidge   |     |
| Scunthorpe CC                         | 64,025   | 3,134    |                      | Nic Dakin            |            | Jo Giddeon      |     |

## changements de limites
| Nom | anciennes limites                          | limites actuelles |
| --- | ------------------------------------------ | ----------------- |
| 1. Beverley and Holderness CC 2. Brigg and Goole CC 3. Cleethorpes CC 4. East Yorkshire CC 5. Great Grimsby BC 6. Haltemprice and Howden CC 7. Kingston upon Hull East BC 8. Kingston upon Hull North BC 9. Kingston upon Hull West and Hessle BC 10. Scunthorpe CC | Parliamentary constituencies in Humberside | Proposed Revision |

## Résultats
| 2005 | 2010 | 2015 |
| ---- | ---- | ---- |
|      |      |      |